# Избушенский
Избушенский — хутор в Серафимовичском районе Волгоградской области.
Входит в состав Усть-Хопёрского сельского поселения.

## География
Улицы хутора не имеют названий.

## Население
Население хутора в 2002 году составляло 30 человек.
| 2010 |
| ---- |
| 14   |